# اندبندنس (رافد)
مجرى اندبندس (بالإنجليزية: Independence Run)‏ هو أحد روافد نهر سسكويهانا في مقاطعة سنايدر ، بنسلفانيا ، في الولايات المتحدة. يتدفق الرافد عبر بلدة تشابمان . وليس للجدول روافد مسماة. وهي واحدة من الجداول الرئيسية في بلدة تشابمان. تم تعيين حوض التصريف الخاص به على أنه مصايد للمياه الدافئة وصيد الأسماك .

## الدورة
يبدأ الرافد في واد في بلدة تشابمان. يتدفق شمال شرق لبضع مئات من الأقدام قبل أن يتحول من الشرق إلى الشمال الشرقي لأكثر من ميل. ثم يتحول التيار من الشرق إلى الجنوب الشرقي لعدة أعشار ميل ، ويتلقى رافدًا واحدًا غير مسمى من اليسار والآخر من اليمين . في هذا النطاق ، يبدأ في التدفق بالقرب من حدود مكان بورت تريفورتون المخصص للتعداد . يتحول التيار في النهاية إلى جنوب شرق الجنوب لأكثر من ميل ، ويتلقى رافدًا غير مسمى من اليمين ويدخل بورت تريفورتون ، حيث يستقبل فورًا رافدًا آخر غير مسمى من اليمين. تستمر في التدفق في نفس الاتجاه لبضعة أعشار ميل حتى تعبر الطريق الأمريكي 11 / الطريق الأمريكي 15 . على بعد مسافة قصيرة من المصب ، يصل الجدول إلى نقطة التقاءه مع نهر سسكويهانا.

## الجغرافيا والجيولوجيا
الارتفاع بالقرب من مصب الرافد هو 404 قدم (123 م) فوق مستوى سطح البحر . يبلغ ارتفاع مصدر التيار 678 قدم (207 م) فوق مستوى سطح البحر.

## التاريخ
تم إدخال الرافد في نظام معلومات الأسماء الجغرافية في 2 أغسطس 1979. معرفه في نظام معلومات الأسماء الجغرافية هو 1177726.